# Mopsus mormon

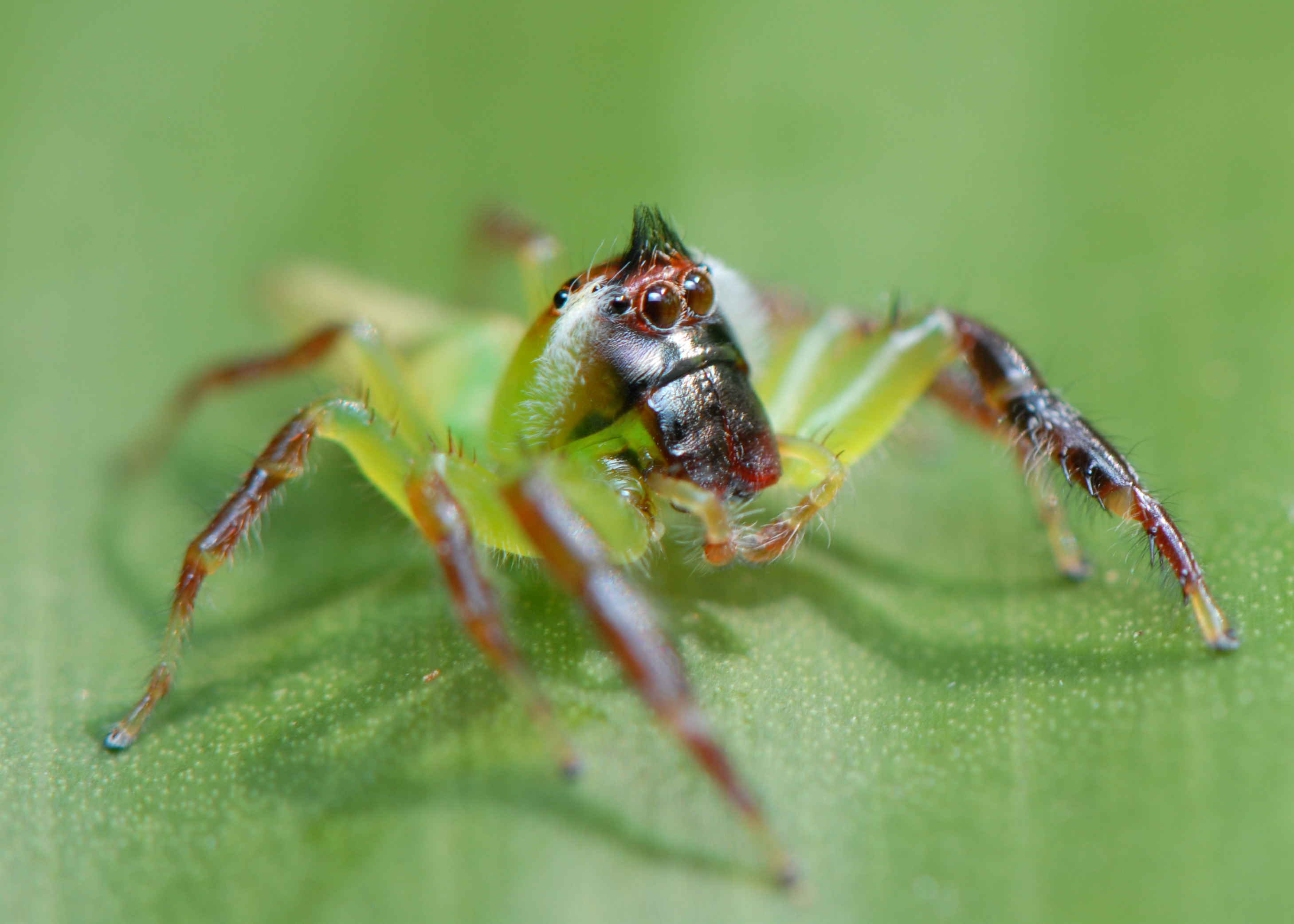
Самец Mopsus mormon

Mopsus mormon (лат.) — вид пауков-скакунов, единственный в составе монотипического рода Mopsus.

## Распространение
Австралия, Тасмания и Новая Гвинея.

## Описание
Длина около 1 см, основная окраска тела зеленоватая.
Визуальный репертуар ухаживания и спаривания Mopsus mormon необычно большой и сложный для пауков-скакунов. У каждого самца есть три разные тактики спаривания, которые используются в зависимости от зрелости и местоположения самки. Для взрослых самок вне гнезд самцы используют ухаживание типа 1, которое, по-видимому, является формой визуальной коммуникации и включает в себя специализированные движения и позы ног, пальп и тела. Для взрослых самок внутри гнезда, самцы используют ухаживание типа 2, которое, как представляется, является формой невизуальной коммуникации и состоит из подергивания брюшка и зондирования с помощью ног; самцы спариваются с рецептивными самками внутри гнезд. С молодыми самками (subadult females) самцы сначала используют ухаживание типа 2, затем рядом плетут шелковую паутину, где живут; после того, как самка линяет и созревает, они спариваются внутри гнезда.
Вид впервые описал в 1878 году немецкий арахнолог, энтомолог и автор статей по гомосексуальному поведению животных Фердинанд Карш (нем. Ferdinand Karsch).

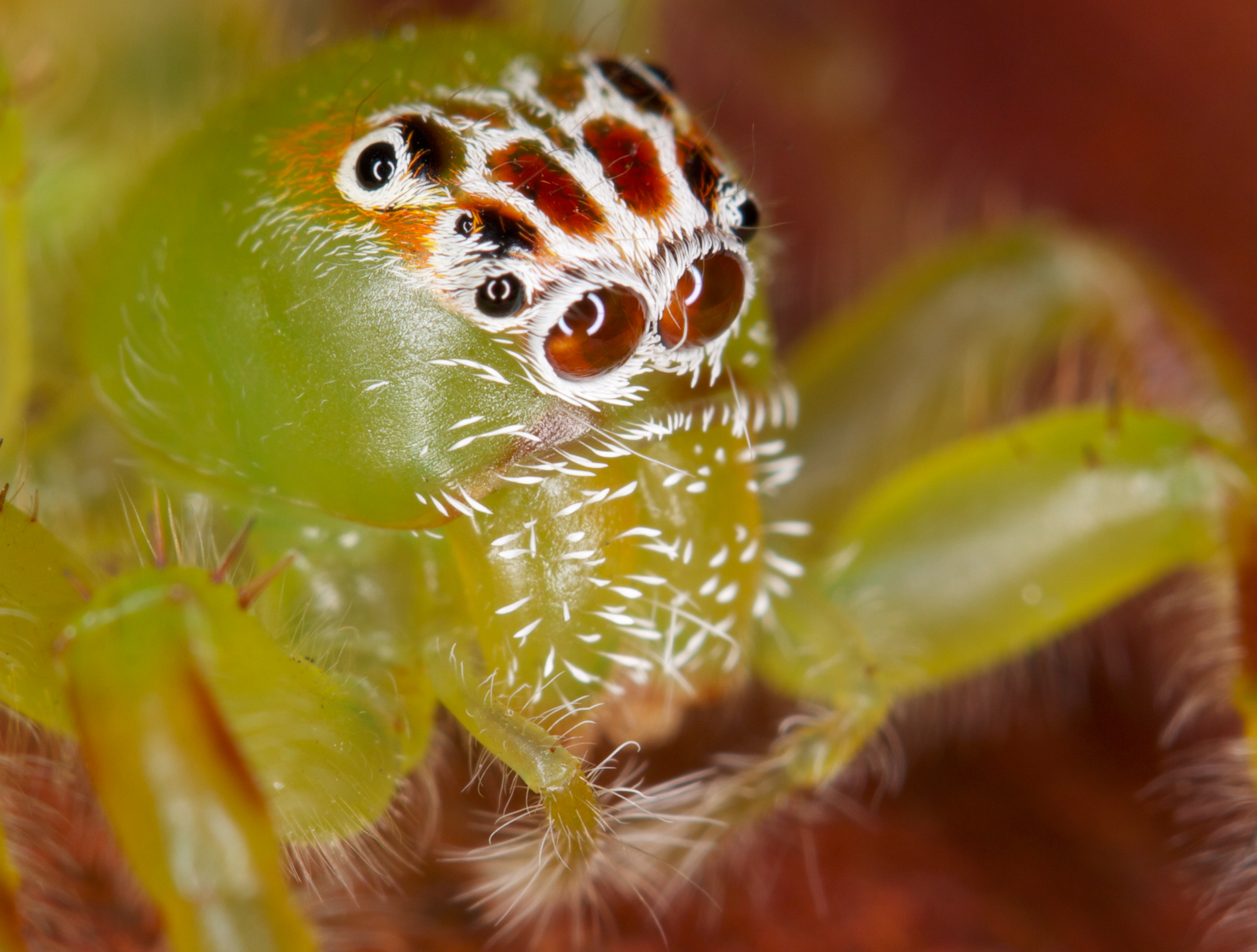
Самка
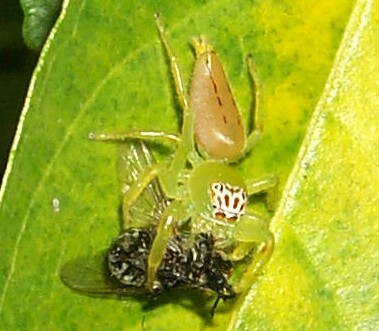
Самка Mopsus mormon поймала муху
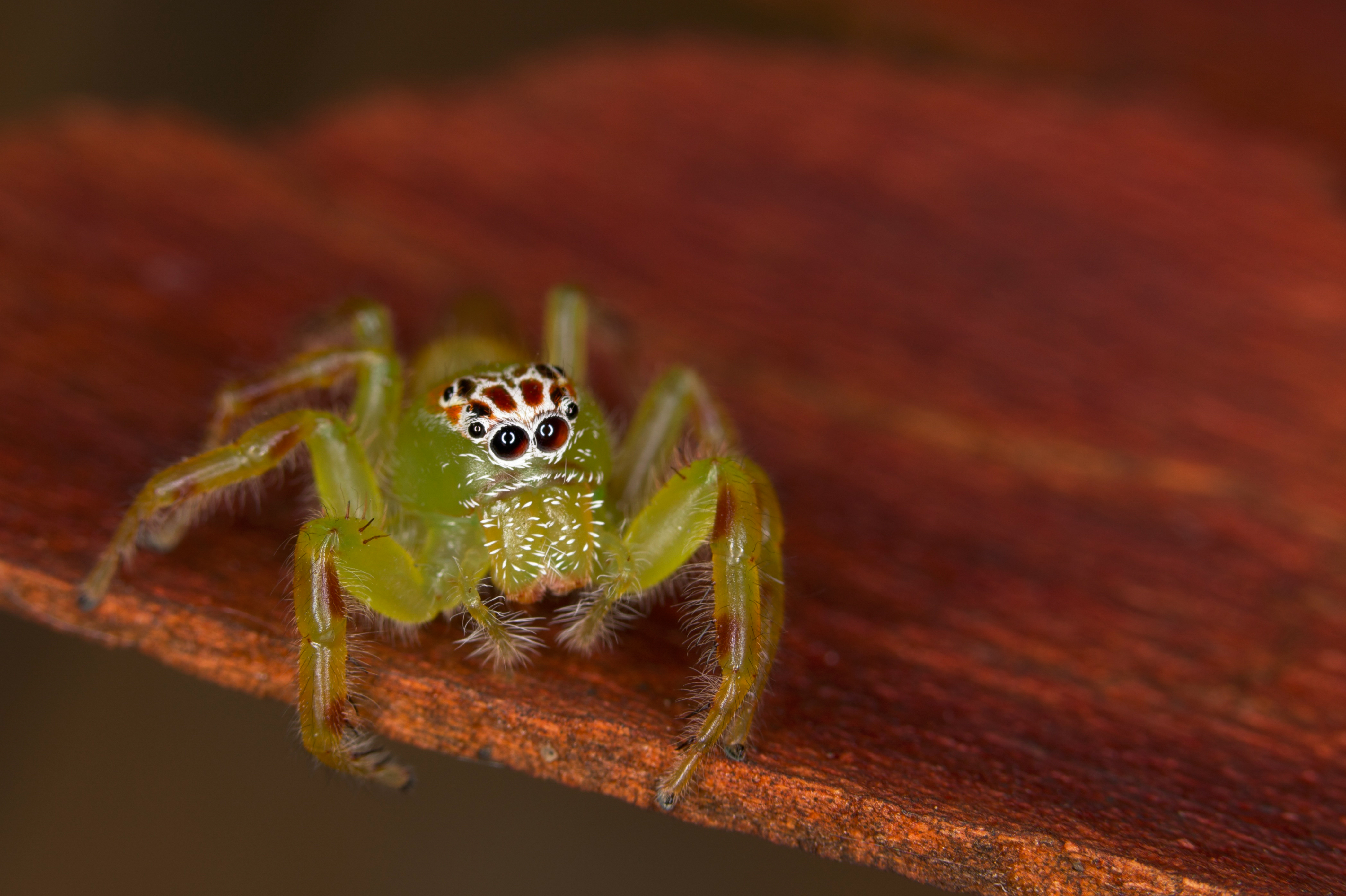
Самка
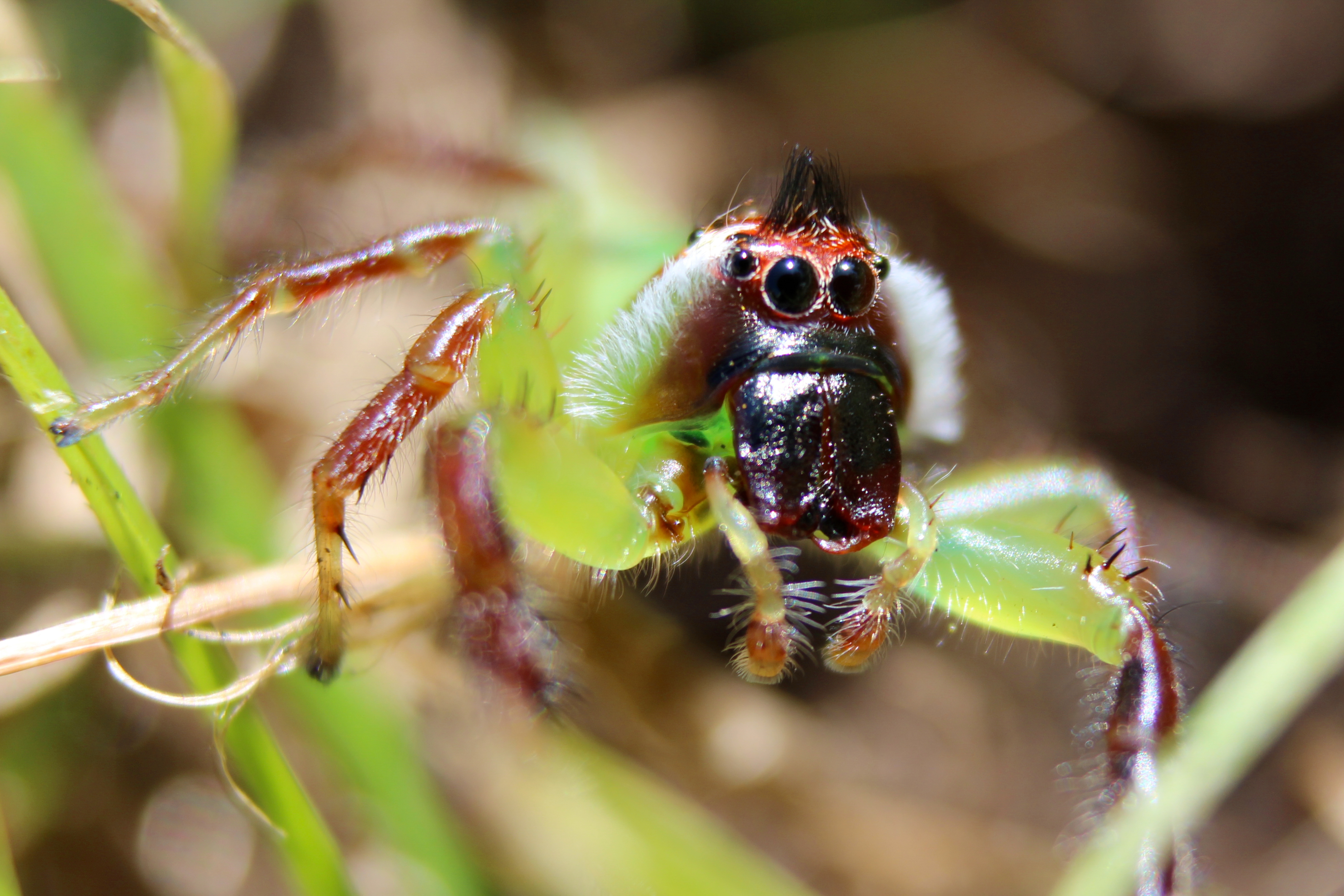
Самец